# Alfredo Serranti
Alfredo Serranti (Roma, 25 maggio 1896 – Culqualber, 21 novembre 1941) è stato un militare italiano, Maggiore dell'Arma dei Carabinieri fu insignito della Medaglia d'oro al valor militare alla memoria nel corso della seconda guerra mondiale per l’eroico comportamento tenuto durante la difesa del passo di Culqualber.

## Biografia

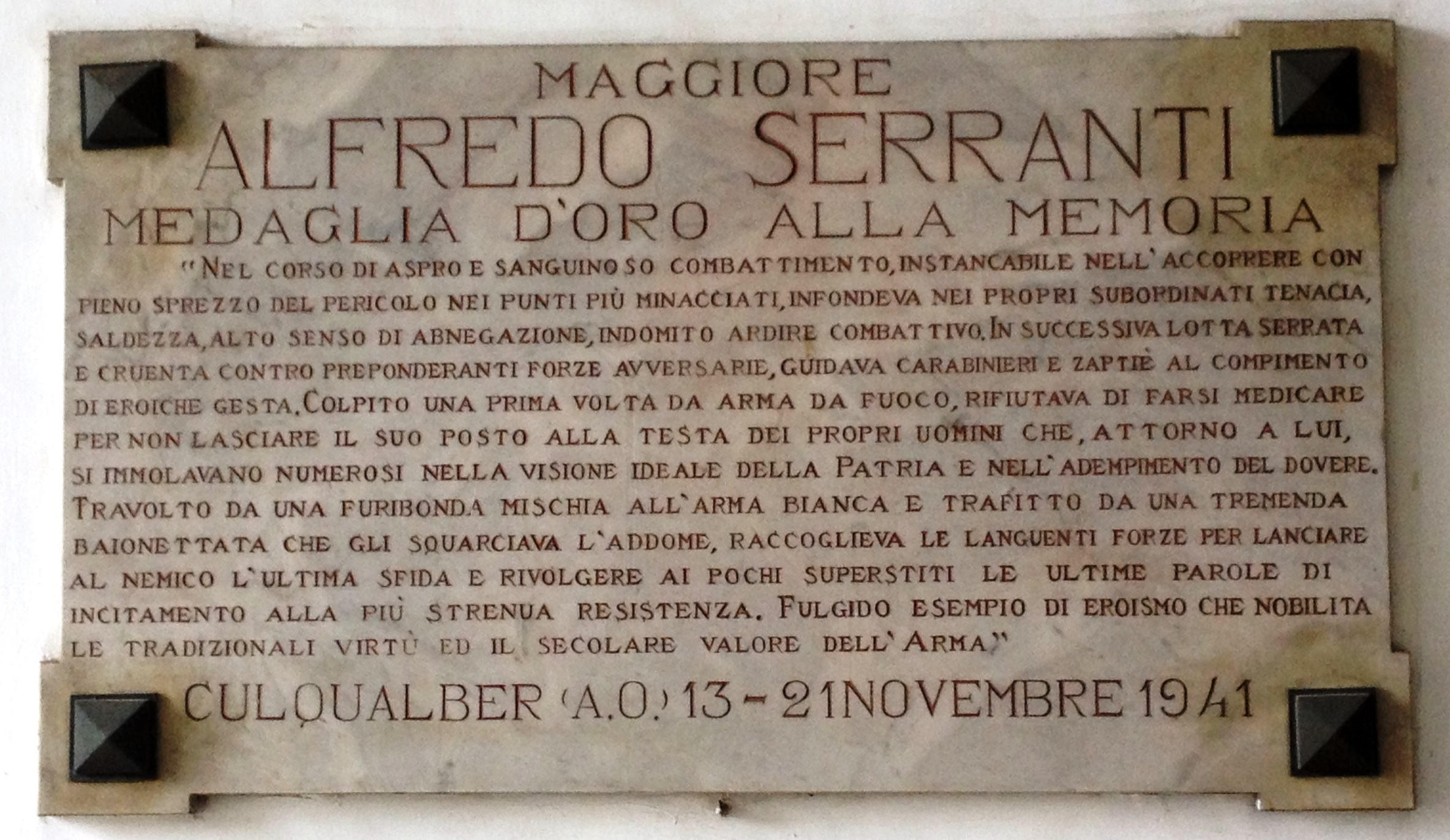
Targa dedicata al maggiore dei carabinieri Alfredo Serranti, Medaglia d'oro al valor militare alla memoria.

Nacque a Roma il 25 maggio 1896, figlio di Angelo Serranti e Celeste Boni, e dopo aver conseguito il diploma di ragioniere presso il locale Istituto Tecnico “Leonardo da Vinci”, nel 1915 si arruolò volontario nel Regio Esercito, assegnato all'artiglieria. In forza al 26º reggimento artiglieria da campagna combatté durante la prima guerra mondiale, e nel corso delle operazioni belliche si distinse sul Monte Sabotino nel settembre 1917, dove continuò a combattere noncurante del fuoco nemico che colpiva la sua postazione, e poi, nel giugno 1918, sul Montello, dove portatosi in prima linea contribuì ad arrestare l’avanzata nemica. Divenuto poi Tenente di complemento al termine del conflitto risultava decorato con due Medaglie di bronzo al valor militare, . Nel 1920, dietro sua domanda, transitò nell’Arma dei Carabinieri venendo destinato alla Tenenza di Bologna; successivamente fu trasferito alla Legione Allievi di Roma. Assegnato nel 1924 al Regio corpo truppe coloniali della Tripolitania, fu promosso capitano nel 1931, rientrando poi in Italia distaccato dapprima presso la Legione di Roma e poi a quella di Palermo, dove rimase fino al 1936. Allo scoppio della guerra d'Etiopia fu trasferito in Somalia ed assegnato alle Bande autocarrate dei Carabinieri distinguendosi nella battaglia di Gunu Gadu (Ogaden), dove venne decorato con la terza Medaglia di bronzo al valor militare per il coraggio dimostrato in un combattimento, e nel successivo rastrellamento alla ricerca del nemico. Promosso Maggiore nel 1938, fu destinato a prestare servizio in Etiopia, e all’atto dell’entrata in guerra dell’Italia, il 10 giugno 1940, assunse il comando del Gruppo Carabinieri Reali di Gondar, successivamente ridenominato I Gruppo Carabinieri mobilitato. Dal 6 agosto 1941 insieme al suo Gruppo fu destinato, per ordine del generale Guglielmo Nasi,  alla difesa del caposaldo di Culqualber, la cui caduta avrebbe comportato anche quella di Gondar. La situazione a Culqualber era divenuta critica per la penuria di viveri, acqua, armi e mezzi, causata dall’assedio nemico. Alla metà del mese di ottobre lo sforzo degli inglesi a Culqualber si intensificò, investendo proprio i settori difesi dal I Gruppo Carabinieri (i “Roccioni” ed il passo stesso), suddiviso in due compagnie assegnate a due posizioni strategiche, una denominata  “Sperone del km 39” e una  “Costone dei roccioni”. Per riuscire a razziare al nemico i viveri e le armi necessarie alla sopravvivenza, i carabinieri eseguirono numerose sortite contro le posizioni tenute dai britannici, tra cui quella del 18 ottobre a Lambà Mariam, da lui condotta. Attaccando di sorpresa alla baionetta l’accampamento nemico, debellarono ogni difesa, respingendo anche il successivo contrattacco nemico, e proteggendo così il rientro delle nostre truppe cariche dei materiali catturati. Il 13 novembre i carabinieri respinsero con successo un attacco in forze condotto dai guerriglieri etiopi contro le cui più vulnerabili posizioni tenute dagli italiani. Dopo aver circondato le posizioni avversarie, il giorno 21 i britannici attaccarono in forze a partire dalle 03.00 del mattino fino al tardo pomeriggio, impiegando ogni mezzo a disposizione, con intensi attacchi aerei e fuoco concentrato delle artiglierie terrestri, alternati all'assalto 20 000 tra Abissini, Sudanesi ed Indiani, inquadrati da ufficiali inglesi con appoggio di carri armati e autoblindo per aprire varchi nelle difese. Portatosi al “Costone dei roccioni”, dove si trovava attestata la 2ª Compagnia, ingaggiò alla testa dei suoi uomini violenti combattimenti all’arma bianca, e cadde ucciso da un colpo di baionetta all’addome mentre conduceva l'ultimo, disperato contrattacco. Per onorarne la memoria dopo la fine del conflitto gli fu concessa la Medaglia d'oro al valor militare, che, per la strenua difesa del passo di Culqualber, venne data anche alla bandiera di guerra dell’Arma dei Carabinieri.

## Riconoscimenti
Nel dopoguerra gli sono stati intitolati una via di Roma, una caserma dei carabinieri sede del 1º Reggimento carabinieri Piemonte a Moncalieri(TO) e nel 1988 il 141º corso Allievi Carabinieri Ausiliari.

### Annotazioni
1. ↑  Tale forza comprendeva 7 ufficiali, 219 tra sottufficiali e carabinieri italiani e 180 carabinieri indigeni (Zaptié).
2. ↑  Tale posizione fu poi denominata “via dei cadaveri”.

### Fonti
1. 1 2 3 4 5 6 7 8 9 10 11 12 13  Cuomo 1994, p. 17.
2. ↑   Giancarlo Barbonetti, Oltre il dovere. I Carabinieri decorati di Medaglia d'Oro al Valor Militare, Ente editoriale per l'Arma dei Carabinieri, Agosto 2023, ISBN 9-788889-242575.
3. 1 2 3 4  Cuomo 1994, p. 16.
4. 1 2 3 4 5 6  Magnani 2010, p. 3.
5. 1 2 3  Cuomo 1994, p. 19.
6. ↑  Bollettino Ufficiale 1918, Disp. 84ª, pag.6936.
7. ↑  Bollettino Ufficiale 1919, Disp. 97ª, pag. 5948.
8. ↑  Bollettino Ufficiale 1938, pag.402.

### Periodici
- Vittorio Cuomo, La battaglia del passo di Culqualber, in Storia Militare, n. 11, Parma, Ermanno Albertelli Editore, agosto 1994,  pp. 14-18.
- Carlo Maria Magnani, I Carabinieri: “Usi obbedir tacendo”, in Il Nastro Azzurro, n. 5, Roma, Istituto del Nastro Azzurro, settembre-ottobre 2010,  p. 3.